# Frontera entre Estònia i Letònia
La frontera entre Estònia i Letònia és una línia de 333 kilòmetres d'extensió, en direcció oest-est, que separa el sud d'Estònia del nord de Letònia. Comença a l'est al golf de Riga en el Mar Bàltic i va cap a l'est fins al trifini Estònia-Letònia-Rússia. Passa per les proximitats de Valga (Estònia) i el turó Suur Munamägi.

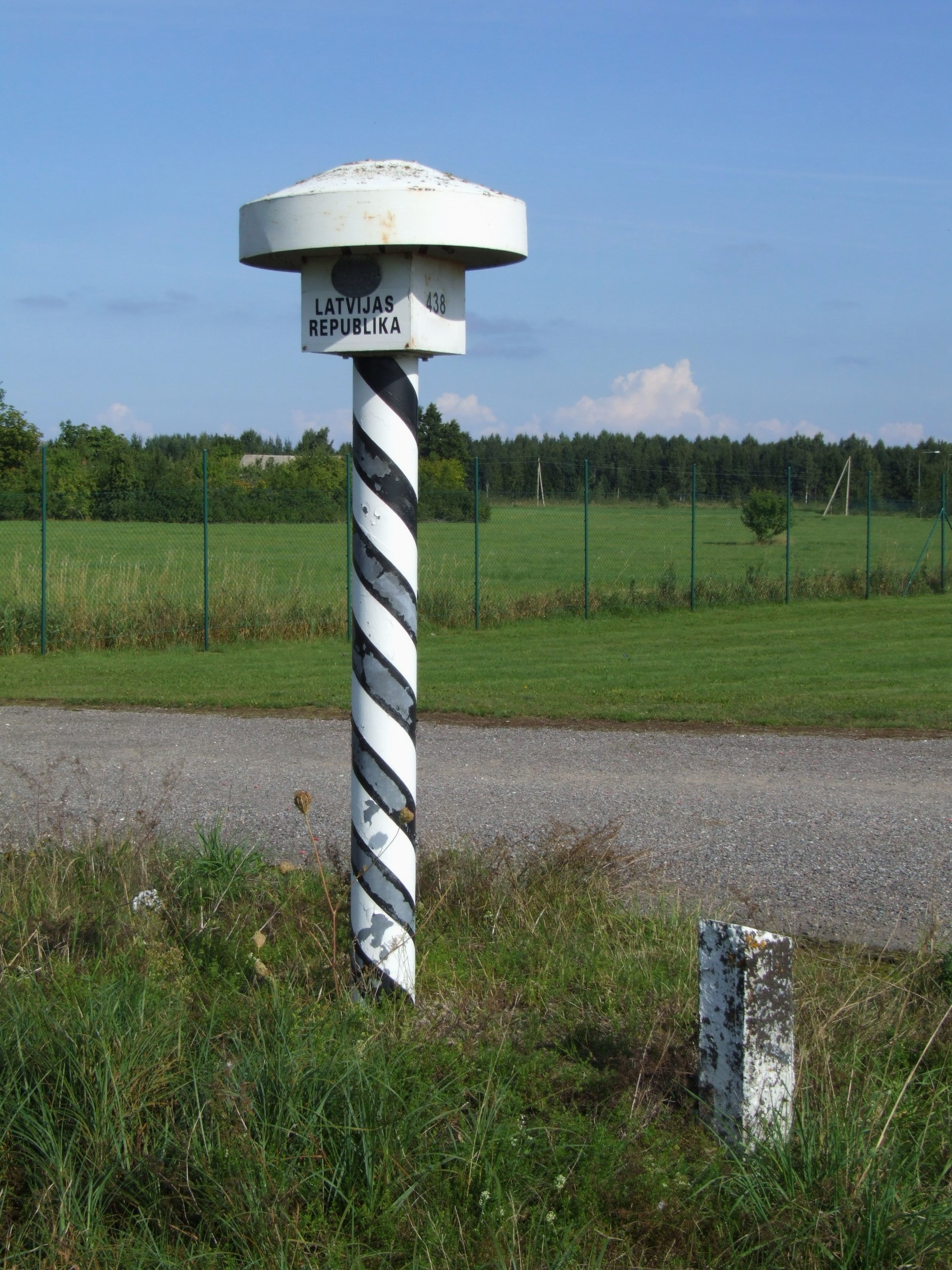
marcador fronterer

Separa, d'oest cap a l'est, les regions estonianes de Pärnumaa, Viljandimaa, Valgamaa i Võrumaa dels districtes letons de Limbaži, Valmiera, Valka i Alūksne.

## Història
Després de la Primera Guerra Mundial i l'establiment de les repúbliques independents de Letònia i Estònia, també calia establir una frontera comuna. El 22 de març de 1920, es va signar el Conveni d'Arbitratge sobre la qüestió de la frontera letona-estoniana.
A partir del judici del tribunal arbitral de Riga de 19 d'octubre de 1920, Estònia i Letònia van signar l'acord sobre la determinació de fronteres naturals i van adoptar una instrucció al comitè mixt de fronteres. L'Acord complementari de l'1 de novembre de 1923 estableix la frontera entre la part oriental de Letònia i Estònia amb Rússia. El 30 de març de 1927, es va signar el traçat de la frontera, que era de 375 km de llarg amb 442 punts fronterers, numerats des del punt de contacte de Letònia, Estònia i la URSS a l'est fins al golf de Riga, prop d'Ainaži, a l'oest.
La frontera letona-estoniana era custodiat pels guàrdies fronterers a Valka, Ziemupe, Rūjiena i Ainaži.

## Disputes territorials
En la configuració de la frontera, la propietat de certs territoris dels districtes de Valmiera, Valka per un o altre país va generar polèmica. Estònia, per exemple, va plantejar reclamacions a Ape, Veclaicene, Valka i els seus voltants immediats, Lodes, Ipiķi i Ainaži amb els voltants immediats. A partir d'aquests territoris, Estònia va obtenir la major part de la ciutat de Valka (Valga) i les parròquia de Cores (Sooru) i Platera (Laatre).
Al seu torn, la major part de la parròquia de Jaunroze (estonià: Vastse-Roosa) de l'antic comtat de Võru es va incloure a Letònia. La majoria de la gent va votar a favor d'unir-se a Letònia al referèndum d'Ainaži, i Letònia va reclamar la parròquia de Kajajärve i alguns altres territoris petits, així com l'illa de Ruhnu, però el 1923 va abandonar les pretensions per poder formar una aliança militar amb Estònia.